# 曼達帕瑪鮻
曼達帕瑪鮻為輻鰭魚綱鯔形目鯔科的其中一種，分布於印度海域，棲息在沿岸海域，習性不明。

## 擴展閱讀
維基物種上的相關：曼達帕瑪鮻